# Ellice-Tiefseebecken
Das Ellice-Tiefseebecken (engl.: Ellice Basin) ist ein Seebecken im Pazifischen Ozean. Das Becken ist benannt nach den umliegenden Ellice-Inseln, dem heutigen Tuvalu.

## Geographie
Das Tiefseebecken erstreckt sich nördlich von Fidschi, zwischen dem Ontong Java Plateau im Westen und dem Manihiki Plateau im Südosten. Man vermutet, dass die Ozeanische Erdkruste im Becken durch eine Randbildung der pazifischen Phoenix-Platte in einer ruhigeren Phase der Kreidezeit (Cretaceous Quiet Zone). Möglicherweise bildeten sich später noch weitere Ausdehnungszentren im Penrhyn Becken, den Tongareva- und Osbourn Trog und im Westen am Manihiki Plateau.
Das Ellice-Becken hat eine komplexe tektonische Struktur und ist geprägt durch ein schmales Band of ozeanischer Kruste (115–190 km Breite und ca. 1000 km Länge), das sich grob gesagt von Ost nach West zieht. Darin liegen mehrere oblique, Nordwest-Südöstlich orientierte, regelmäßig unterteilte Bruchzonen (Ellice Ridge u. a.), die dieses Band unterteilen und auf zwei fast parallel verlaufende Bruchzonen zulaufen, die dieses Bach im Norden und Süden begrenzen. Nördlich dieses Bandes bis hin zum Nova-Canton Trog ist der Ozeanboden viel einheitlicher und weniger durch Bruchzonen gegliedert. Südlich des Bandes, zur Robbie Ridge hin, ist der Ozeanboden noch stärker zergliedert. Die Region ist zusätzlich gegliedert durch eine Reihe von Hotspots (die Gilbert Seamounts) aus einer Zeit vor ca. 58–72 Mio. Jahren, die auch noch die ursprüngliche tektonische Struktur durcheinanderbringen.